# Histoire de l'orfèvrerie
Cet article concerne l'histoire mondiale de l'orfèvrerie. Pour l'article consacré à la France, voir Histoire de l'orfèvrerie en France.
 (mars 2010).
Si vous disposez d'ouvrages ou d'articles de référence ou si vous connaissez des sites web de qualité traitant du thème abordé ici, merci de compléter l'article en donnant les références utiles à sa vérifiabilité et en les liant à la section « Notes et références ».

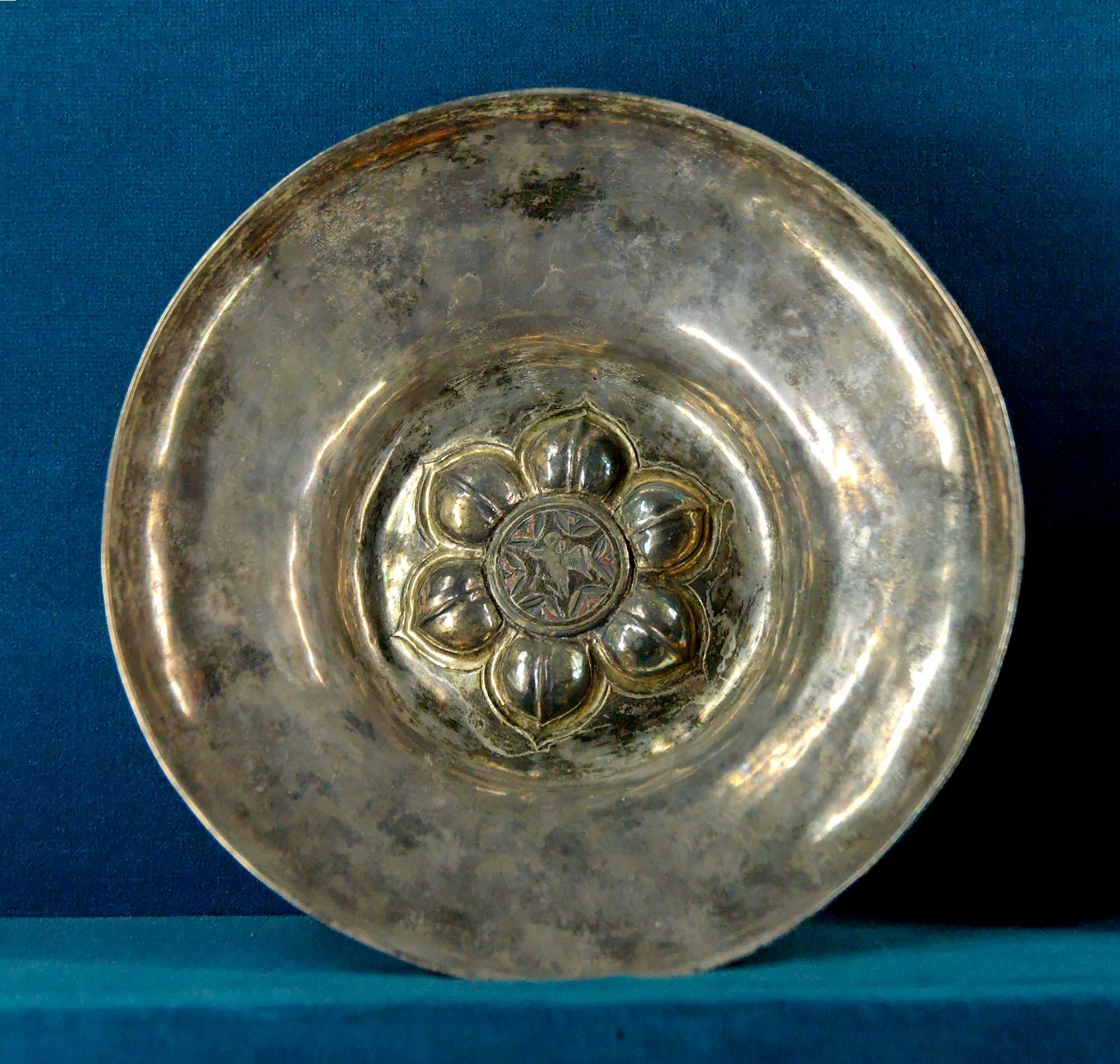
Hanap représentant un pélican s'arrachant le cœur pour nourrir ses petits. Argent champlevé, émaillé et partiellement doré, France, première moitié du XIVe siècle.

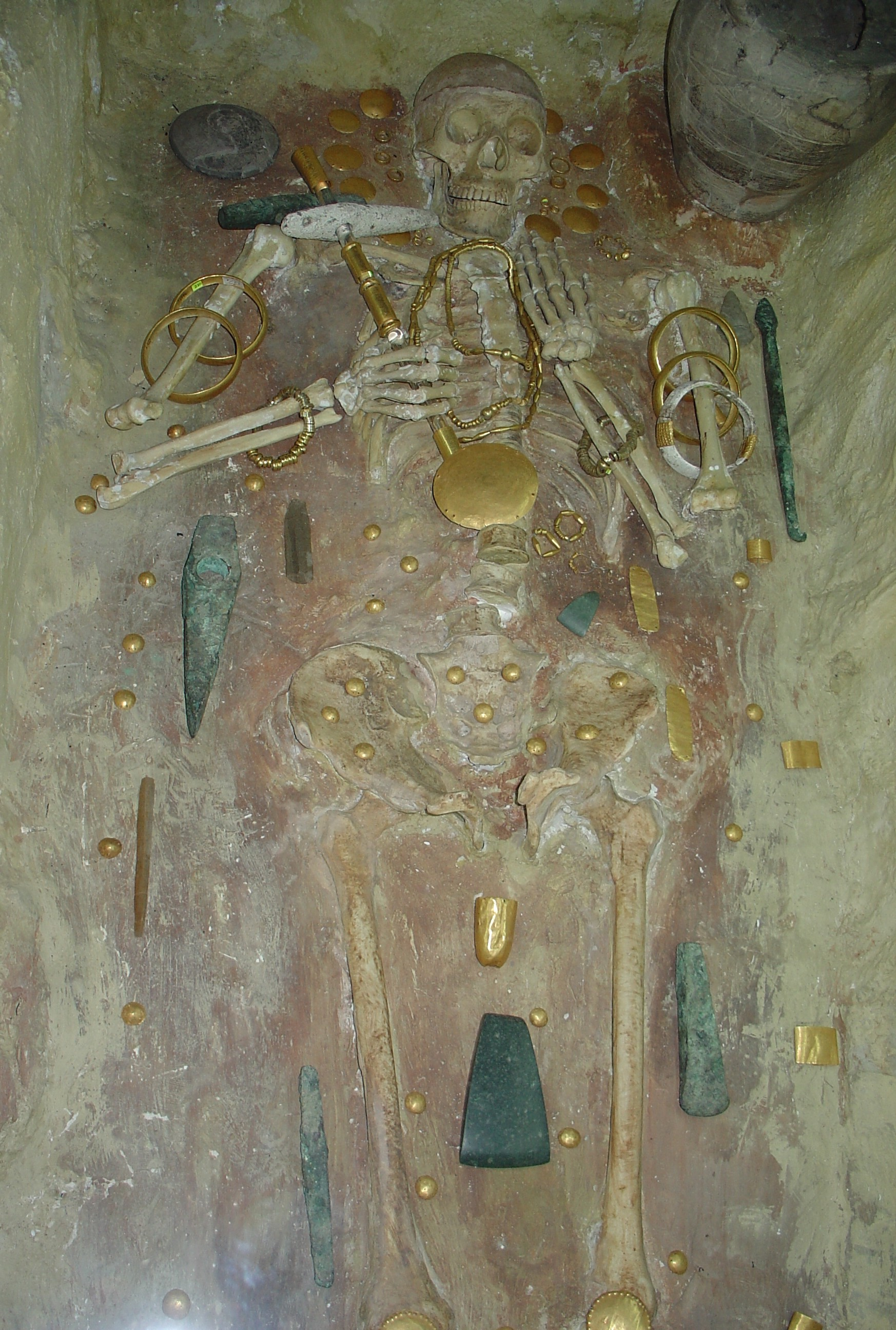
Tombe 43 provenant de la nécropole de nécropole de Varna avec les plus anciens bijoux en or connus. Musée archéologique de Varna

Dans l'Antiquité, et jusqu'à la fin du Moyen Âge, l'orfèvrerie a été inséparable de la richesse et de la monnaie : en effet, la richesse se calculait en poids de métal, et en cas de besoin, on n'hésitait pas à refondre une pièce d'orfèvrerie, tout comme les orfèvres refondaient des monnaies pour fabriquer leurs œuvres. D'autre part, le travail des sculpteurs en monnaie est quasiment un travail d'orfèvre.

## Préhistoire et protohistoire
On considère généralement que l'homme connaissait l'or au Paléolithique. Cependant, il était peu travaillé : l'homme de cette époque ne connaissait pas encore les techniques de fusion du métal, et se contentait de le sculpter.
L'orfèvrerie en elle-même est née durant le Chalcolithique, dans les Balkans. Près de Varna, dans l'actuelle Bulgarie, a été découverte une imposante nécropole contenant des objets en or décorés au repoussé du Ve millénaire av. J.-C.. Il s'agissait principalement de parures (colliers, bracelets...). On a même retrouvé des étuis phalliques en or. C'est aussi à cette époque qu'apparurent clairement des différences de classes sociales et de richesses[Interprétation personnelle ?].

## Antiquité

### L'orfèvrerie en Asie antérieure
Époque d'Uruk et de Djemdet Nasr (-3500 av. J.-C. à -2800 av. J.-C.) : premiers cylindres sceaux. La plupart étaient en pierre, et on en a retrouvé certains faits de cuivre.
Les cités-États archaïques de Sumer (-2800 av. J.-C. à -2400 av. J.-C.) : l'orfèvrerie représentait une grande richesse et un grand savoir technique. La couleur était omniprésente, et comprenait des incrustations de lapis-lazuli, de cornaline, d'ivoire et de coquillages. Dans les tombes d'Ur, on a retrouvé des instruments de musique d'une grande richesse, des armes, des bijoux et des objets décoratifs comme des boucs dressés. À Mari, on a trouvé la représentation d'un aigle léontocéphale. L'or employé durant cette période était de l'électrum, un alliage naturel d'or et d'argent.
Époque d'Akkad : 2400-2185 et néo-sumérienne (-2185 av. J.-C. à -2016 av. J.-C.) : on a retrouvé très peu d'objets d'orfèvrerie datant de ces époques. Il faut observer les statues d'hommes et de femmes pour se rendre compte de l'existence des bijoux.
Dynasties amorrites et babyloniennes (-2016 av. J.-C. à -1595 av. J.-C.) : petits objets comme des statuettes d'adorants ou des bouquetins.
Époque kassite : formes plus rudes, tradition continuée.
L'art des Phéniciens au IIe millénaire av. J.-C. : la technique était parfaite et les motifs utilisés de manière décorative. Des objets retrouvés à Byblos et à Ugarit nous montrent toute la richesse de cet art. On y a trouvé notamment des armes et de la vaisselle précieuse, souvent destinées aux sanctuaires.
Les Assyriens (-1245 av. J.-C. à -612 av. J.-C.) : on connaît principalement le trésor de Ziwiyé, qui comprend principalement des bijoux reprenant des motifs d'animaux et d'arbres sacrés, qui contrastent avec l'art militaire habituel.
Époque néobabylonienne (-625 av. J.-C. à -539 av. J.-C.) : Babylone a été pillée, rien n'a donc été retrouvé[Interprétation personnelle ?]
Époque achéménide : on connaît principalement les trésors de l'Oxus et d'Hamadan. Il s'agit de bracelets et autres bijoux en or, décorés d'animaux, ainsi que de vaisselle précieuse. L'art achéménide fait un peu la synthèse de toutes les influences d'Asie antérieure.

### Orfèvrerie de l'Égypte ancienne
Pour les anciens égyptiens, l'or avait un caractère sacré et divin, analogue au soleil. En raison de sa brillance et de son inaltérabilité, il était le métal des rois et des dieux. Au-delà de son utilisation décorative, il conférait un pouvoir magique associant à l'éternité celui qui le portait. C'est pourquoi il est une composante essentielle du mobilier funéraire.
La principale caractéristique de l'orfèvrerie égyptienne tout au long de son histoire, est l'importance donnée à la couleur. Chaque couleur ayant une fonction spécifique, généralement protectrice, la plupart des objets en or sont ornés et incrustés de pierres semi-précieuses ou de leurs imitations (verre coloré et faïence). 
Culture de Nagada : dès la Préhistoire égyptienne, on trouve des palettes à fards, divers objets découpés dans du schiste ou de l'ivoire recouverts de feuilles d'or (Palette de Narmer).
Période thinite (-3000 av. J.-C. à -2635 av. J.-C.) : Des bijoux combinant or, lapis-lazuli, améthyste, cornaline ou turquoise sont exhumés des premières tombes royales. Des objets aussi élaborés qu'un collier en or composé de 24 coquillages creux sont trouvés dans les tombes non-royales. Le hiéroglyphe de l'or fait son apparition.
Ancien Empire (-2635 av. J.-C. à -2040 av. J.-C.) : il reste très peu d'orfèvrerie à cause des pillages, mais on a retrouvé dans la pyramide de Sékhemkhet un coquillage en or. La tombe de la reine Hétep-Hérès Ire a révélé de précieux meubles dorés à la feuille et incrustés de faïence ainsi que des récipients d'or et des bracelets d'argent. D'autres colliers sont très larges, à plusieurs rangs de perles en or, turquoise et cornaline.
Moyen Empire : de nouvelles formes (amulettes en forme de scarabée, de cylindre, de poisson, pectoraux trapézoïdaux ornés de cartouches) et de nouvelles techniques (le cloisonné, la granulation et l'incrustation de métal) font leur apparition.

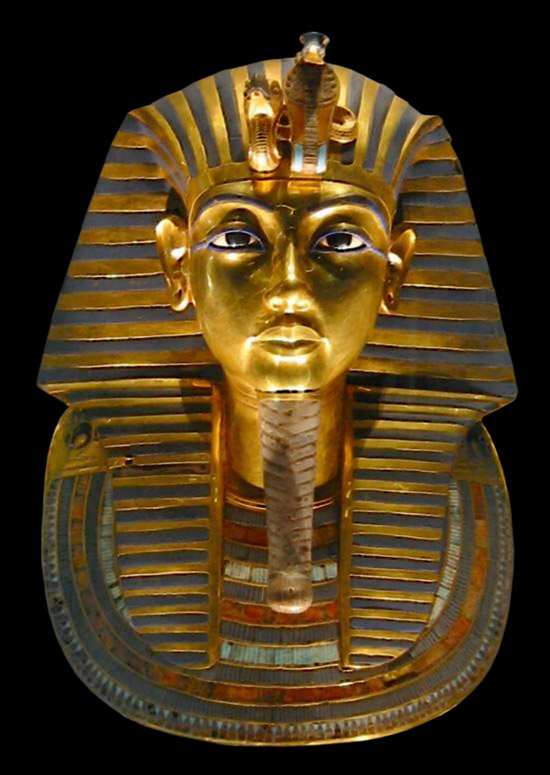
Masque funéraire en or de Toutânkhamon - Nouvel Empire.

Nouvel Empire : la conquête de la Nubie entraine un afflux d'or pendant plusieurs siècles. L'orfèvrerie prend alors une importance particulière dans la culture égyptienne : les objets précieux servent à décorer les militaires et à récompenser les fonctionnaires tandis que les bijoux funéraires atteignent une splendeur incomparable : boucles d'oreille, colliers, pendentifs, bagues-scarabées et bagues-sceaux, colliers-ménats, diadèmes et parures de tête, mais aussi armes, vases et statues en or, trésor de Toutânkhamon dont le trône, le masque funéraire et le sarcophage en or massif continuent de fasciner le public. Preuve de son importance sociale, les ateliers d'orfèvres représentés dans les tombes du Nouvel Empire montrent les procédés de fabrication en usage à l'époque.
Basse époque : loin de marquer une décadence, l'orfèvrerie de la Basse époque connaît un vrai renouvellement : la fonte du métal atteint son apogée et de nouveaux modèles rajeunissent les traditions ancestrales : cloisonnés aux motifs verts ou bleus, lourds colliers de perles discoïdes en or, pectoraux ornés de fines chaînes terminées par des fleurs délicatement ouvragées, fermoirs à charnières ornés de pendeloques... La production se poursuit jusqu'à l'Égypte ptolémaïque où des motifs égyptiens fusionnent avec des motifs perses (antilope) ou grecs.

### Orfèvrerie grecque et romaine
En Grèce, le travail de l'or est attesté depuis l'époque minoenne. Les fouilles des tombes mycéniennes ont révélé de nombreux objets de parure en or (tiares, diadèmes, disques, lis, épingles, bols, rhytons) façonnés au repoussé ou martelés. Les nombreux disques en or étaient vraisemblablement cousus sur les vêtements féminins. On pense que certains objets, de dimensions imposantes, ne pouvaient servir d'objets usuels et n'étaient conçus que pour servir lors de cérémonies rituelles ou être déposés dans les tombes. Lors de la fouille des tombes royales, Heinrich Schliemann exhuma des masques faciaux grandeur nature en or martelé (masque d'Agamemnon), uniques dans le monde égéen. 
L'orfèvrerie s'est ensuite développée à l'époque classique et hellénistique, le perfectionnement des techniques permettant de produire des objets raffinés aux motifs de plus en plus fins et complexes (tombe de Philippe II de Macédoine à Vergina, parures féminines, cratères en bronze d'aspect "doré", etc). Le trésor de l'Esquilin, découvert en 1793, est à ce jour un exemple unique d'orfèvrerie du Latium. Cet ensemble d'argenterie remonte à la seconde moitié du IVe siècle av. J.-C.
La corporation des orfèvres est attestée à Rome dès le VIe siècle av. J.-C. Mais, les conquêtes romaines favorisent l'afflux de l'or et la fabrication d'objets pour les riches familles. Les principaux trésors ont été retrouvés dans les villas autour de Pompéi (trésor de Boscoreale). Ils témoignent du goût particulier des Romains pour l'argenterie (vaisselle, coupes, seaux, louches...). Si la technique du repoussé est parfaitement maîtrisée par les artisans, d'autres objets sont produits à partir de la fonte à la cire perdue et complétés par une ciselure à froid. Les motifs vont des scènes de la vie quotidienne liées à la fonction des objets jusqu'à des scènes complexes célébrant le pouvoir impérial.

### L'orfèvrerie celte

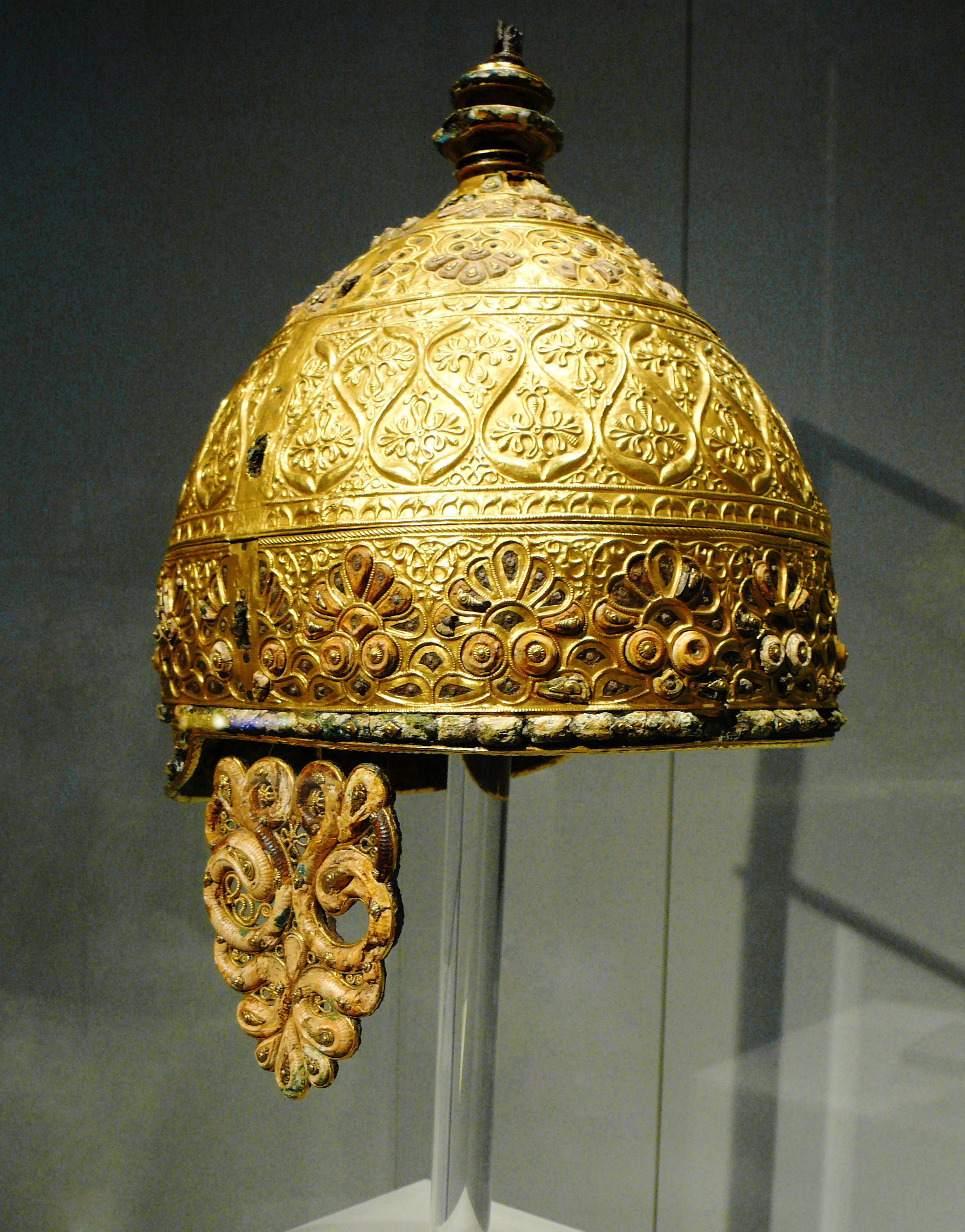
Le casque celte d'apparat d'Agris en fer, bronze, or, argent et corail, IVe siècle av. J.-C., Charente. Un exemple de l'orfévrerie des celtes

Les celtes étaient connus comme d'excellent orfèvres.
De tous les arts pratiqués par les anciens Celtes, l'orfèvrerie représente probablement leur domaine de prédilection : celle-ci constitue en tous cas le domaine le plus riche de l'art celtique découvert jusqu'à aujourd'hui. Des motifs proprement celtiques, comme le triscèle, et leur combinaison en entrelacs ont été révélés par cet art.

## Moyen Âge

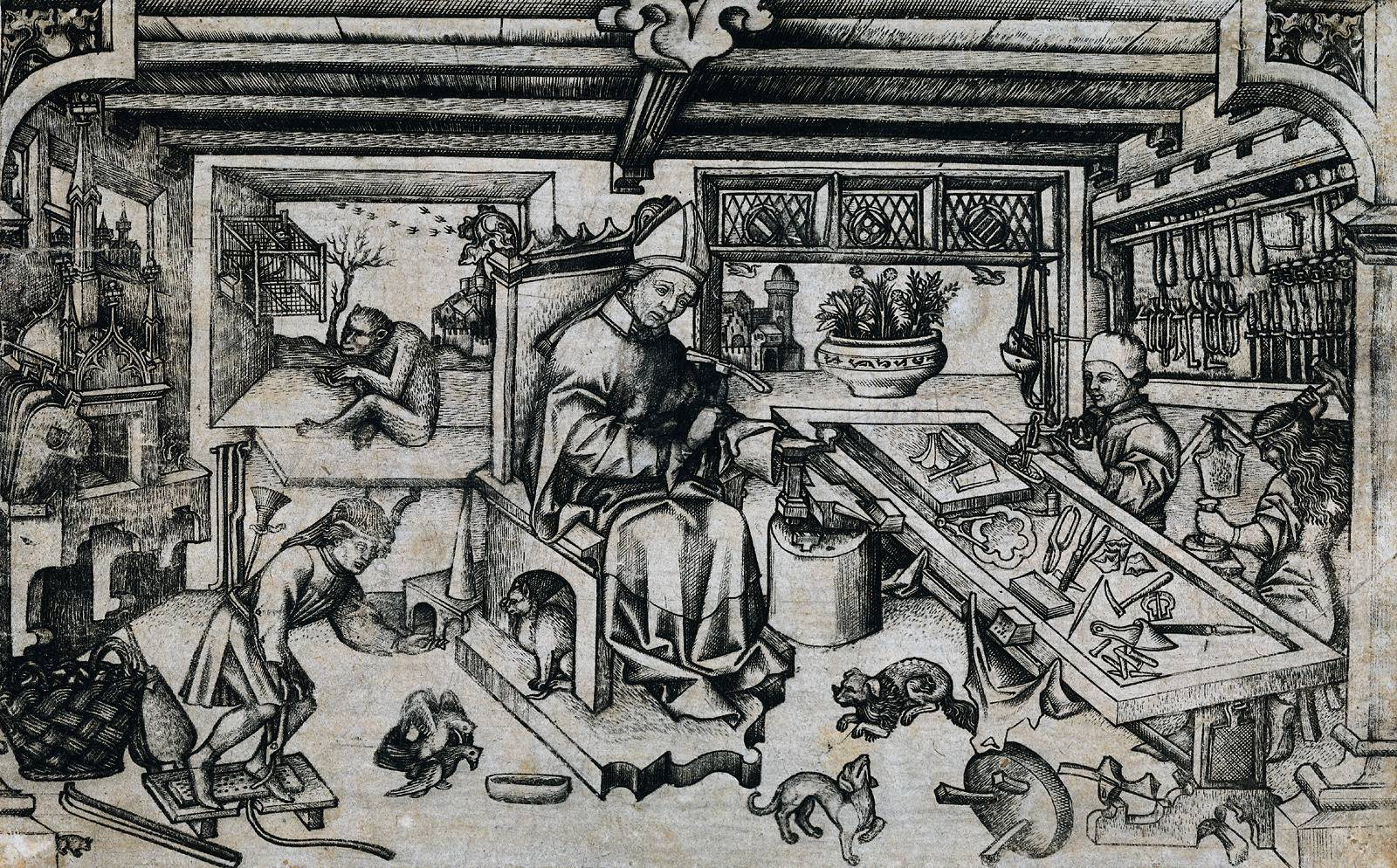
Saint Éloi, patron des orfèvres, dans un atelier (gravure vers 1450, Rijksmuseum Amsterdam)

Après la période des grandes invasions, les peuples barbares qui ont détruit l'Empire romain introduisent leur goût du luxe et leur maîtrise du travail des métaux précieux. Les Huns, les Wisigoths, les Francs, les Lombards produisent des bijoux et objets très variés (broches, bagues, boucles d'oreille, fibules, épingles, boucles de ceinture...). Mais, avec la christianisation des royaumes barbares, apparaissent les premiers objets de culte : reliquaires, croix, couronnes votives. Les techniques sont très élaborées. La damasquinure consiste à incruster un fil d'or ou d'argent dans une surface métallique. L'orfèvrerie cloisonnée est caractéristique de cette époque. L'orfèvre dessine un réseau d'alvéoles séparées par des cloisons à l'intérieur desquelles il insère de la verroterie, des grenats ou des émaux.
Les couronnes votives wisigothes combinent les influences romaines et byzantines. Serties de perles, elles se prolongent par des chaînes d'or auxquelles sont suspendues des lettres d'argent formant le nom du souverain qui les offre (trésor de Guarrazar}. 
Les orfèvres mérovingiens ont une prédilection pour les motifs zoomorphes (cigales, poissons, aigles...).

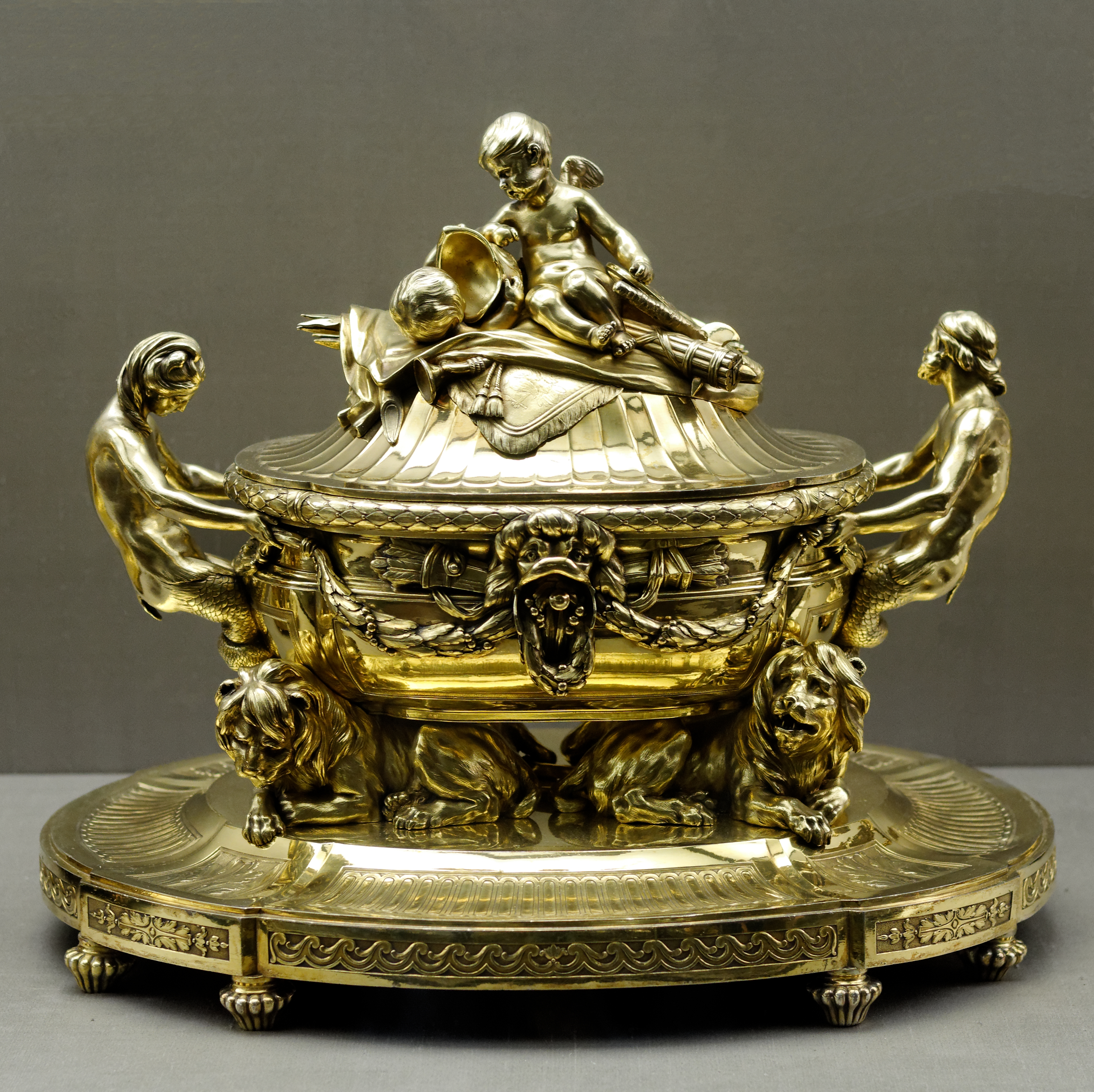
Soupière Paul Charvel, Paris vers 1769-70. Musée Calouste-Gulbenkian

Héritière de ses techniques perfectionnées, l'orfèvrerie s'est beaucoup développée en Occident pendant la renaissance carolingienne. Les ateliers d'orfèvrerie comme celui de l'abbaye de Saint-Denis ou ceux de Metz, Reims et Tours produisent des calices, ciboires, reliquaires et châsses ornés de perles et de pierres précieuses. Les orfèvres carolingiens cisèlent dans l'or des scènes tirées des Évangiles et l'orfèvrerie a tendance à s'étendre aux bas-reliefs des autels et aux reliures des manuscrits. Bien que ces chefs-d'œuvre aient été la cible privilégiée des pillards, on peut encore admirer quelques-unes de ces pièces dans les trésors de l'abbaye de Conques ou celui d'Aix-la-Chapelle.
La période romane est particulièrement marquée par le développement des ateliers mosans, l'essor de la dinanderie, la multiplication des fonts baptismaux de métal (voir Renier de Huy). La tendance à emprunter ses modèles à l'architecture et à la sculpture se renforce pendant la période gothique. Les pièces (reliquaires, châsses) prennent parfois des proportions monumentales, s'ornant de colonnes et de statuettes en or ou en métal doré (À Cologne, la châsse des rois mages de Nicolas de Verdun en forme de basilique à trois nefs est ornée de multiples figures d'apôtres et de prophètes). Les reliquaires et ostensoirs se multiplient et se diversifient, accompagnant l'essor de la dévotion (formes anatomiques, livres et croix-reliquaires).

### L'orfèvrerie médiévale

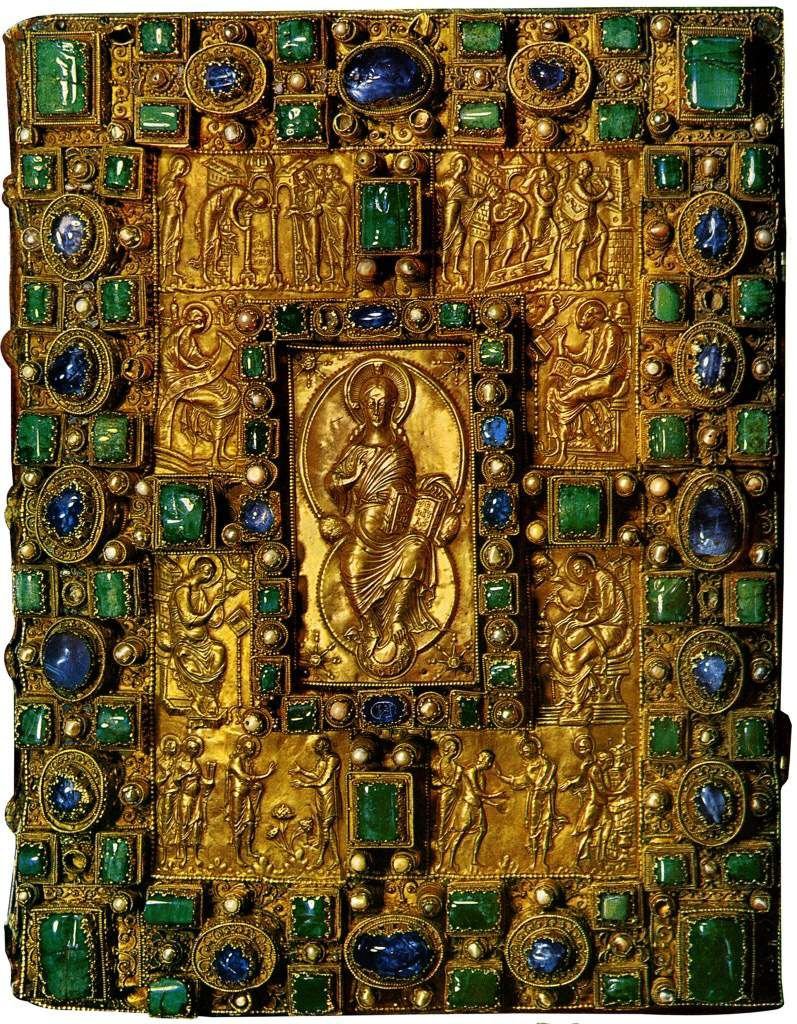
Plaque supérieure du Codex Aureus, IXe siècle

À partir de la fin du Moyen Âge, on peut observer une hégémonie progressive de la peinture, de la sculpture et de l’architecture sur les arts dits mineurs : orfèvrerie, céramique, verrerie, tapisserie, ébénisterie, relégués au rang d’artisanat. Le développement des Académies, au XVIIe siècle, puis celui du discours critique, au XVIIIe siècle, contribuèrent à une évolution qui a conduit à l'apparition du terme « Beaux-Arts ». Il a fallu attendre les années 1880, pour que leurs prérogatives se trouvent contestées[réf. souhaitée]. Or ces classements, fondés sur des valeurs artistiques de l’époque moderne, ne prennent pas en compte celles de l’époque médiévale. La peinture encadrée fait partie de notre conception de l’art, mais au Moyen Âge elle n'existait pas, et on avait d'autres moyens d'expression artistique comme l’orfèvrerie. Comme l'a fait remarquer François Souchal en 1966 « L’orfèvrerie n’est pas au Moyen Âge un art mineur mais une des expressions artistiques les plus importantes de cette époque ». 
En étant reléguée au rang d’artisanat, l’orfèvrerie a perdu l’importance qu’elle avait dans la société médiévale, et notamment son rôle important dans la pratique cultuelle. Progressivement, elle a été intégrée en tant qu’œuvre précieuse dans les collections, nouveau passe-temps à la mode. Dans les trésors ecclésiastiques, l’orfèvrerie occupe une place importante pour le montage des reliques, car la valeur matérielle augmentait l’aura cultuelle. En revanche, dans l’art privé des cours, les reliquaires devenus des exceptions témoignent d’une grande virtuosité technique. L’ancien reliquaire s'est transformé en nouveau joyau. L’orfèvrerie a perdu sa forte fonction culturelle initiale. 
L'étude de l'orfèvrerie médiévale ne peut se faire seulement par une étude stylistique ou formelle, mais doit prendre en compte la fonction de l'objet, qui bien souvent le définit véritablement.

## Renaissance

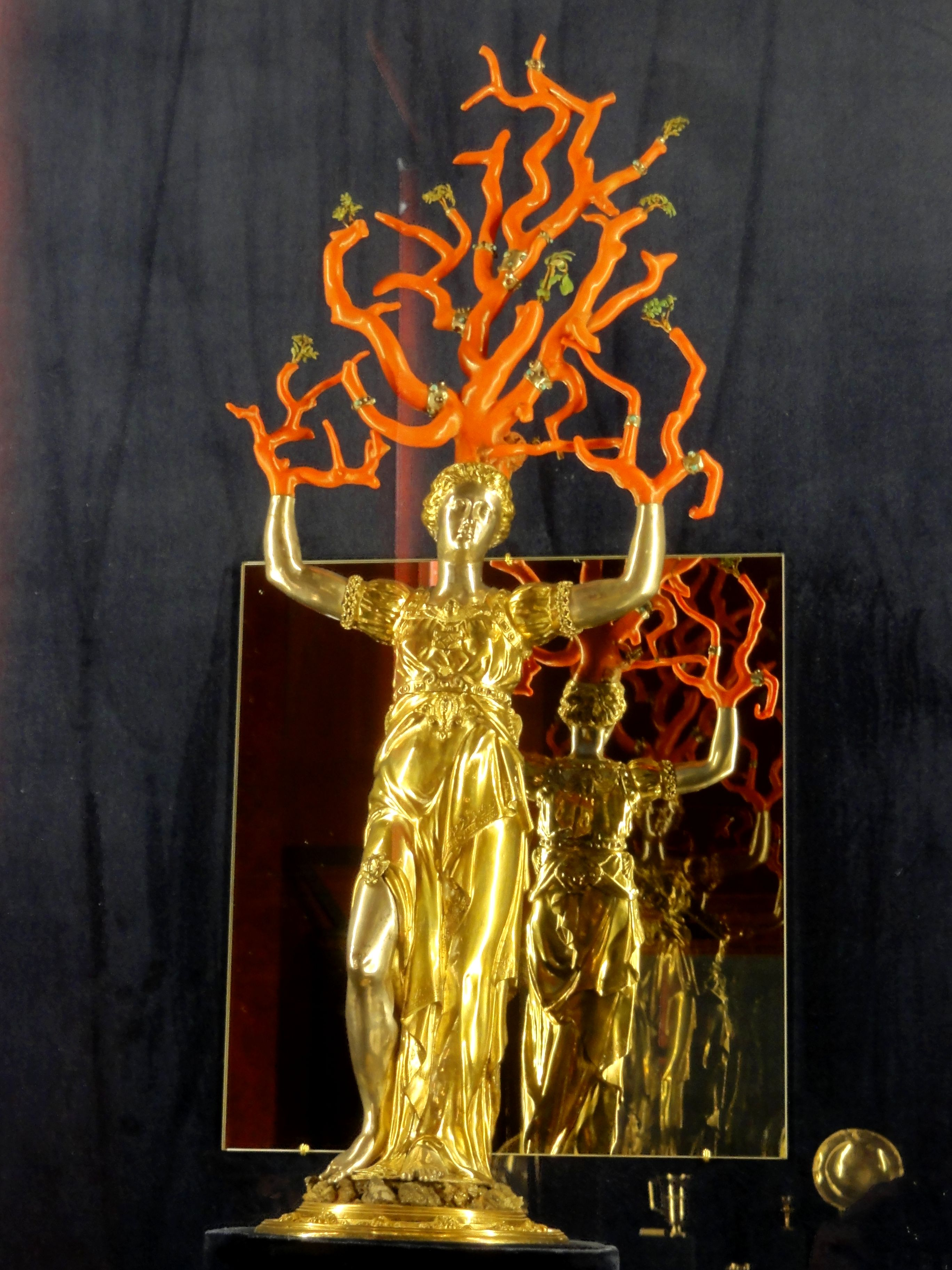
Statuette de Daphné par Wenzel Jamnitzer, Nuremberg, vers 1550 - actuellement situé au musée national de la Renaissance.

L'orfèvrerie a conservé sa place importante à la Renaissance, de nouvelles techniques faisant leur apparition, notamment grâce à des orfèvres comme Wenzel Jamnitzer qui réalisa des études scientifiques pour améliorer les connaissances techniques de sa guilde, publiant également les Perspectiva Corporum Regularium (Perspective des solides réguliers) en 1568, célèbre pour ses illustrations gravées de polyèdres.

## XVIIesiècle&XVIIIesiècle
L'orfèvrerie s'est beaucoup développée en Europe du XVIIe siècle au XXe siècle. Des poinçons sur les objets en or, argent et platine permettent la plupart du temps de préciser la nature du métal et son titre, l'auteur, la date et le lieu de fabrication.
À partir de 1662, les orfèvres français (Claude Ballin) travaillent pour la manufacture des Gobelins et produisent des pièces souvent dessinées par Charles Le Brun. Le style de cette orfèvrerie d'apparat a un caractère ostentatoire et baroque affirmé : lourdes draperies, lacis de lanières et de rubans, omniprésence de la feuille d'acanthe, moulures redondantes ciselées en couronne de laurier, mascarons et chimères... 
Tandis que les demeures royales s'ornent de vaisselles couteuses et de meubles en argent massif (galerie des glaces du château de Versailles), des mesures prohibitives (loi somptuaire, mesures fiscales) sont prises pour interdire l'orfèvrerie d'or et limiter l'orfèvrerie d'argent. Puis, en 1689, Louis XIV fait fondre le somptueux mobilier d'argent pour financer les dépenses de guerre. Il ne reste donc de cette époque fastueuse et contradictoire que des recueils de gravures et quelques rares pièces conservées en partie en Allemagne ou en Angleterre.
Au sortir du règne de Louis XIV, l'orfèvrerie a tendance à se raréfier et à se miniaturiser. Toutefois, Thomas Germain et Charles Rœttiers, orfèvres de Louis XV, réussissent à maintenir à un certain niveau l'orfèvrerie d'apparat (Soleil en or réalisé pour le sacre du roi, miroir en or pour la reine Marie Leczinska). Mais l'arrivée du style rocaille, asymétrique, contourné et tarabiscoté, sonne le glas de ce style somptuaire. Le rocaille se répand bientôt dans toute l'Europe et particulièrement en Allemagne où une foule de modèles gravés venus de France succèdent aux anciennes traditions d'Augsbourg, Francfort et Nuremberg. L'ornemaniste (Antoine Masso, Babel) a tendance à répandre son art dans tous les domaines dont les orfèvres et les autres corporations ne sont plus que les exécutants et la diffusion des modèles a tendance à standardiser la production. C'est dans le domaine des petites pièces que l'originalité et la qualité expriment le mieux le génie de l'époque : tabatières, boites à portraits, boites de senteur, bonbonnières, cassolettes sont rehaussées d'arabesques gravées et ciselées avec un art merveilleux. Mais la Révolution française porte un coup fatal à cet art luxueux au service de l'Église et des princes. Non seulement la corporation perd brutalement tous ses privilèges, mais encore d'innombrables pièces d'orfèvrerie liturgique sont fondues ou saccagées.
À la même époque, l'orfèvrerie connaît un essor considérable en Inde, en Perse, en Chine et dans le sud-est asiatique, mais est victime de l'avidité et du pillage. Le somptueux trône des Grands Moghols tombe entre les mains du roi de Perse lors du sac de Delhi en 1739, le Trésor d'Ayutthaya est pillé par les Birmans en 1767 lors du sac de la capitale du Siam. Le monde occidental a quelque connaissance de ces splendeurs : Boris Godounov reçoit un trône en or serti de pierres précieuses de la part de son homologue séfévide et Louis XIV reçoit d'une délégation siamoise deux canons d'apparat couverts d'argent. Un missionnaire français note : « Les orfèvres siamois sont tout aussi habiles que les nôtres. Personne ne saurait travailler l'or avec plus de finesse [...]. Les pièces sont si savamment assemblées que les jointures se remarquent à peine ».

## Période moderne
Au début du XIXe siècle, la campagne d'Égypte est à l'origine d'une mode qui se répand sur les arts appliqués et à laquelle l'orfèvrerie n'échappe pas. Les hiéroglyphes et les motifs égyptiens s'inscrivent sur les pièces d'argenterie, les vases, les candélabres. Peu après, le style Empire devient une sorte de norme européenne. Les orfèvres de l'époque (Martin-Guillaume Biennais, Jean–Baptiste-Claude Odiot, Henri Auguste) combinent des lignes sobres et symétriques à une riche ornementation s'inspirant des motifs gréco-romains (sphinx, griffon, couronne de laurier) ou étrusques (figures ailées, frise de palmettes).

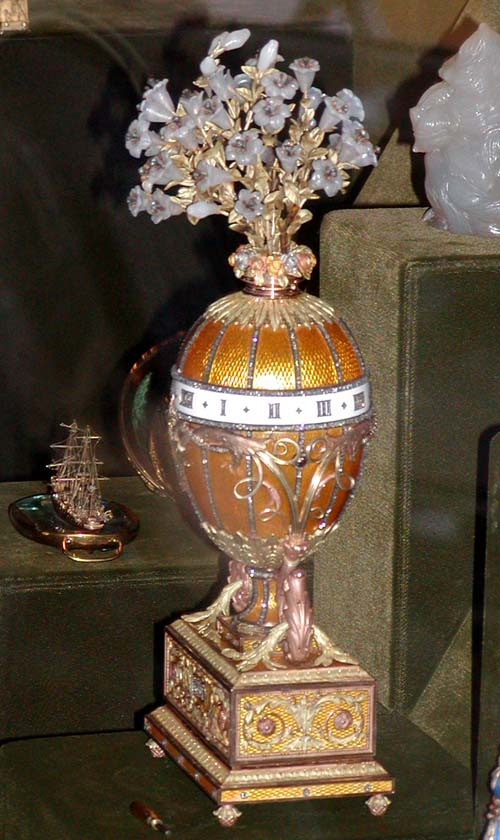
L'Œuf des muguets de la Madone réalisé par Fabergé en 1899 pour Nicolas II.

La seconde moitié du XIXe siècle est marquée par l'éclectisme et le goût des styles les plus divers. L'orfèvrerie liturgique s'inspire du Moyen Âge. Puis, vers 1870, le style néorenaissance supplante le style néogothique. Enfin, le style art nouveau à la fin du XIXe siècle et le style art déco dans les années 1920 viennent à leur tour marquer le monde l'orfèvrerie.
En Norvège un style néoviking voit le jour avec ses motifs spécifiques (corne à boire, dragon).
En Russie, les formes (Kovsh, Samovar) et les techniques anciennes (émaux cloisonnés ou filigranés) sont réinterprétées. Le style russe se développe à Moscou et le style occidental à Saint-Pétersbourg. De grands orfèvres accèdent à la célébrité : Sazikov, Semyokov, Outchinnikov, Fabergé. La Révolution de 1917 met fin à cet âge d'or.
En France, Charles Christofle et ses successeurs soumettent l'orfèvrerie à des procédés industriels de fabrication en série afin de faire baisser les prix. Les procédés (galvanoplastie, damasquinage galvanique, platine chimique) sont conçus en laboratoire et les séries produites en usine.

## Sources